# سیتون آی. میلر
سیتون آی. میلر (انگلیسی: Seton Ingersoll Miller؛ زاده ۳ مهٔ ۱۹۰۲ درگذشته ۲۹ مارس ۱۹۷۴) فیلم‌نامه‌نویس و تهیه‌کننده اهل ایالات متحده آمریکا بود.

## زندگی شخصی
میلر با بونیتا ازدواج کرد و صاحب دو فرزند به نام‌های کیت و بونیتا شد.

## فیلم‌شناسی
- عشق پولی (۱۹۲۷)
- فریاد دوردست (۱۹۲۹)
- پرواز شناسایی (۱۹۳۰)
- مأموران اف‌بی‌آی (۱۹۳۵)
- ماجراهای رابین‌هود (۱۹۳۸)
- پرواز شناسایی (۱۹۳۸)
- آقای جردن وارد می‌شود (۱۹۴۱)
- سنگاپور (۱۹۴۷)
- کالیفرنیا (۱۹۴۷)
- قمارباز میسیسیپی (۱۹۵۳)
- استانبول (۱۹۵۷)

## جوایز
- جایزه اسکار بهترین فیلم‌نامه اقتباسی